# Briod
Briod é uma comuna francesa na região administrativa de Borgonha-Franco-Condado, no departamento de Jura. Estende-se por uma área de 4,04 km². Em 2010 a comuna tinha 214 habitantes (densidade: 53 hab./km²).